# تولید یکپارچه کامپیوتری

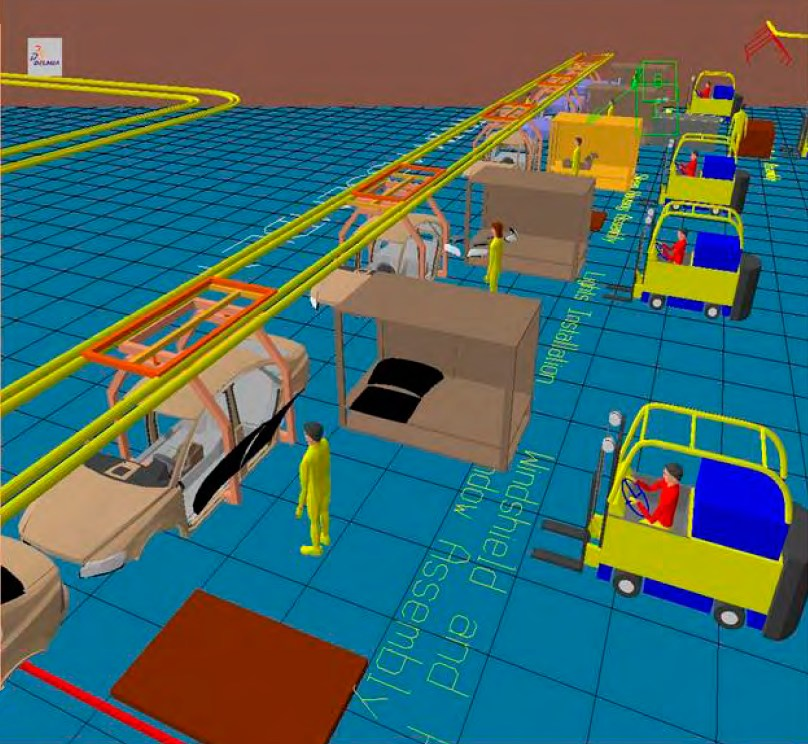
یک نمونه تولید یکپارچه کامپیوتر

تولید یکپارچه کامپیوتری (به انگلیسی: Computer-integrated manufacturing) (CIM) رویکرد تولیدی است که از رایانه برای کنترل کل فرایند تولید استفاده می‌کند. این ادغام به فرایندهای فردی اجازه می‌دهد تا اطلاعات را با هر قسمت مبادله کنند. با ادغام رایانه‌ها، تولید می‌تواند سریع‌تر و در معرض خطای کمتری باشد. به‌طور معمول CIM بر فرآیندهای کنترل حلقه بسته مبتنی بر ورودی بی‌درنگ از سنسورها متکی است. همچنین به عنوان طراحی و ساخت انعطاف‌پذیر نیز شناخته می‌شود.
1. ساخت یکپارچه کامپیوتری در صنایع خودروسازی، هوانوردی، فضا و کشتی سازی استفاده می‌شود.
2. اصطلاح «تولید یکپارچه کامپیوتری» هم یک روش تولید و هم نام یک سیستم کامپیوتری خودکار است که در آن وظایف مهندسی، تولید، بازاریابی و پشتیبانی یک شرکت تولیدی سازماندهی شده است.
3. در یک سیستم CIM، حوزه‌های کاربردی مانند طراحی، تجزیه و تحلیل، برنامه‌ریزی، خرید، حسابداری بهای تمام شده ، کنترل موجودی و توزیع از طریق رایانه با عملکردهای کف کارخانه مانند مدیریت و جابجایی مواد مرتبط هستند و کنترل و نظارت مستقیم بر تمام عملیات را فراهم می‌کنند.

CIM نمونه ای از پیاده‌سازی فناوری اطلاعات و ارتباطات (ICT) در تولید است.
CIM به این معنی است که حداقل دو کامپیوتر در حال تبادل اطلاعات هستند، به عنوان مثال کنترل‌کننده یک ربات بازویی و یک میکروکنترلر.
CIM در جایی که سطح بالایی از فناوری اطلاعات و ارتباطات در شرکت یا تأسیسات استفاده می‌شود، مانند سیستم‌های CAD/CAM، و در دسترس بودن برنامه‌ریزی فرایند و داده‌های آن، بسیار مفید است.

## تاریخ
ایده «تولید دیجیتال» در اوایل دهه ۱۹۷۰ با انتشار کتاب دکتر جوزف هرینگتون «تولید یکپارچه کامپیوتری» برجسته شد. با این حال، تا سال ۱۹۸۴ بود که تولید یکپارچه کامپیوتری توسط سازندگان ابزار ماشین و انجمن کامپیوتر و سیستم‌های خودکار و مجمع مهندسین تولید (CASA/SME) توسعه و ترویج یافت.
" CIM یکپارچه سازی کل شرکت‌های تولیدی با استفاده از سیستم‌های یکپارچه و ارتباطات داده همراه با فلسفه‌های مدیریتی جدید است که کارایی سازمانی و پرسنلی را بهبود می‌بخشد ." ERHUM
در یک تحقیق ادبی نشان داده شد که ۳۷ مفهوم مختلف از CIM منتشر شده است که تعداد بیشتری آن‌ها از آلمان و آمریکا بودند. در جدول زمانی از ۳۷ نشریه، می‌توان دید که چگونه مفهوم CIM در طول زمان توسعه یافته است. همچنین قابل توجه است که مفاهیم همهٔ نشریات چقدر متفاوت است.

## چالش‌های اصلی
سه چالش عمده برای توسعه یک سیستم تولید یکپارچه کامپیوتری با عملکرد روان وجود دارد:
- ادغام قطعات از تامین‌کنندگان مختلف: هنگامی که ماشین‌های مختلف مانند CNC، نوار نقاله و روبات‌ها از پروتکل‌های ارتباطی متفاوتی استفاده می‌کنند (در مورد AGVها: حتی از زمان‌های متفاوت برای شارژ باتری‌ها استفاده می‌کنند) ممکن است مشکلاتی ایجاد کند.
- یکپارچگی داده‌ها: هر چه درجه اتوماسیون بالاتر باشد، یکپارچگی داده‌های مورد استفاده برای کنترل ماشین‌ها مهم‌تر است. درحالی‌که سیستم CIM در کارکرد ماشین‌ها صرفه‌جویی می‌کند، جهت اطمینان از وجود حفاظت‌های مناسب برای سیگنال‌های داده‌ای که در کنترل ماشین‌ها استفاده می‌شوند، به نیروی انسانی بیشتری نیاز است.
- کنترل فرایند: ممکن است از رایانه‌ها برای کمک به اپراتورهای انسانی تأسیسات تولیدی استفاده شود، اما همیشه باید یک مهندس برای رسیدگی به شرایطی که توسط طراحان نرم‌افزار کنترل قابل پیش‌بینی نبوده، حضور داشته باشد.

## زیر سیستم‌ها
یک سیستم تولید یکپارچه کامپیوتری با "کارخانه خاموش کردن چراغ" که کاملاً مستقل از مداخلهٔ انسان کار می‌کند یکسان نیست، اگرچه گام بزرگی در این مسیر است. بخشی از سیستم شامل تولید انعطاف‌پذیر است، جایی که می‌توان کارخانه را به سرعت برای تولید محصولات مختلف تغییر داد، یا با کمک رایانه می‌توان حجم محصولات را به سرعت تغییر داد. برخی یا همه زیرسیستم‌های زیر ممکن است در یک عملیات CIM یافت شوند:

### تکنیک‌های کامپیوتری
- CAD (طراحی به کمک کامپیوتر)
- CAE (مهندسی به کمک کامپیوتر)
- CAM (تولید به کمک کامپیوتر)
- CAPP (برنامه‌ریزی فرایند به کمک کامپیوتر)
- CAQ (تضمین کیفیت به کمک کامپیوتر)
- PPC (برنامه‌ریزی و کنترل تولید)
- ERP (برنامه‌ریزی منابع سازمانی)
- یک سیستم تجاری که توسط یک پایگاه داده مشترک یکپارچه شده است.

### وسایل و تجهیزات مورد نیاز
- CNC، ماشین ابزار کنترل عددی کامپیوتری
- DNC، ماشین ابزار کنترل عددی مستقیم
- PLCها ، کنترل‌کننده‌های منطقی قابل برنامه‌ریزی
- رباتیک
- کامپیوترها
- نرم‌افزار
- کنترل‌کننده‌ها
- شبکه‌ها
- رابط
- تجهیزات مانیتورینگ

### فن‌آوری‌ها
- FMS، (سیستم تولید انعطاف‌پذیر)
- ASRS، سیستم ذخیره‌سازی و بازیابی خودکار
- AGV، وسیله نقلیه هدایت‌شونده خودکار
- رباتیک
- سیستم‌های حمل و نقل خودکار

### دیگر
تولید ناب

## CIMOSA
CIMOSA (معماری سیستم بازتولید مجتمع کامپیوتری)، یک پیشنهاد اروپایی در دهه ۱۹۹۰ برای معماری سیستم‌های باز برای CIM است که توسط کنسرسیوم AMICE به عنوان مجموعه‌ای از پروژه‌های ESPRIT توسعه یافته است. هدف CIMOSA «کمک به شرکت‌ها برای مدیریت تغییرات و یکپارچه‌سازی امکانات و عملیات برای رویارویی با رقابت جهانی بود.» این یک چارچوب معماری سازگار برای مدل‌سازی سازمانی و یکپارچه‌سازی سازمانی همان‌طور که در محیط‌های CIM مورد نیاز است، فراهم می‌کند.
CIMOSA راه‌حلی برای ادغام کسب و کار با چهار نوع محصول ارائه می‌دهد:
- چارچوب مدلسازی سازمانی CIMOSA، که یک معماری مرجع برای معماری سازمانی ارائه می‌دهد.
- CIMOSA IIS، استانداردی برای یکپارچه‌سازی فیزیکی و برنامه‌های کاربردی.
- CIMOSA Systems Life Cycle، یک مدل چرخه حیات برای توسعه و استقرار CIM است.
- ورودی‌های استانداردسازی، مبانی توسعه استانداردهای بین‌المللی.

CIMOSA طبق ورنادات (۱۹۹۶)، اصطلاح فرایند کسب و کار را ابداع کرد و رویکرد مبتنی بر فرایند را برای مدل‌سازی سازمانی یکپارچه بر اساس رویکرد مرزهای متقابل، که با رویکردهای سنتی عملکرد یا فعالیت‌محور مخالف بود، معرفی کرد. با CIMOSA همچنین مفهوم " معماری سیستم باز " (OSA) برای CIM معرفی شد که به گونه‌ای طراحی شده بود که مستقل از فروشنده باشد و با ماژول‌های استاندارد CIM ساخته شده است. در اینجا به OSA "از نظر عملکرد، اطلاعات، منابع و جنبه‌های سازمانی آن‌ها توضیح داده شده است. این باید با روش‌های مهندسی ساخت‌یافته طراحی شده و در یک معماری تکاملی برای استفاده ساخته شود.»

## زمینه‌ها
چندین زمینه استفاده وجود دارد:
- در مهندسی صنایع و تولید
- در مهندسی مکانیک
- در اتوماسیون طراحی الکترونیکی (برد مدار چاپی (PCB) و داده‌های طراحی مدار مجتمع برای تولید)

## بخش منابع
1. ↑  http://www.simflow.net/publications/books/cimie-part1.pdf بایگانی‌شده  در ۲۷ اکتبر ۲۰۲۰ توسط Wayback Machine [نشانی وب عریان]
2. ↑  Meudt, Tobias; Pohl, Malte; Metternich, Joachim (27 July 2017). "Modelle und Strategien zur Einführung des Computer Integrated Manufac-turing (CIM) – Ein Literaturüberblick". TU Prints: 36.
3. ↑  AMICE Consortium (1991). Open System Architecture for CIM, Research Report of ESPRIT Project 688, Vol. 1, Springer-Verlag, 1989.
4. ↑  AMICE Consortium (1991), Open System Architecture, CIMOSA, AD 1.0, Architecture Description, ESPRIT Consortium AMICE, Brussels, Belgium.
5. 1 2  F. Vernadat (1996). Enterprise Modeling and Integration. p.40
6. ↑  Richard C. Dorf, Andrew Kusiak (1994). Handbook of Design, Manufacturing, and Automation. p.1014